# Esuvier

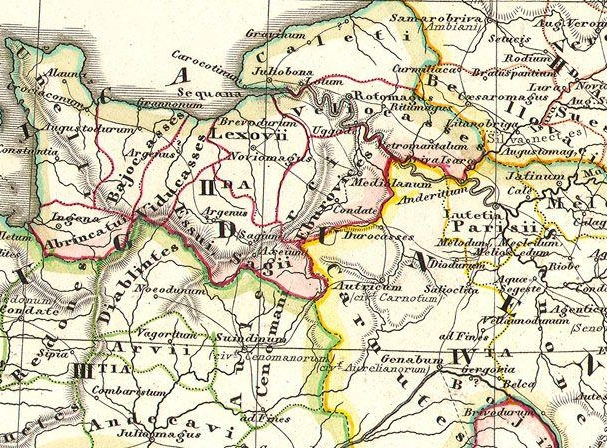
Gallische Stämme der Normandie, Karte von 1855; Esuvier (Essui) und Sagier (Sagii) in der Bildmitte

Die Esuvier (lateinisch Esuvii) waren ein kleiner keltischer Volksstamm, dessen Siedlungsgebiet um ihren Hauptort Sées an der Orne (Département Orne) lag, im Westen der späteren römischen Provinz Gallia Lugdunensis. Archäologische Funde, die eine Besiedlung dieses Gebietes durch die Esuvier vor der Römerzeit belegen könnten, sind bisher noch nicht entdeckt worden. Nachbarn der Esuvier waren die Aulerci und Curiosolites.
Der Name der Esuvier dürfte mit dem Kriegsgott Esus zusammenhängen, der möglicherweise ihr Stammesgott war. Die Stämme der Baiokassen und Viducassen werden als ihre Klienten, die Veneller als ihre Verbündeten genannt. Die Esuvier werden von einigen Autoren mit den Sagii gleichgesetzt, deren Name in Sées (Sagium) weiterbesteht.
Die Esuvier haben sich im Frühjahr 56 v. Chr. am westgallischen Aufstand gegen Caesar unter der Führung der Veneter beteiligt. Die römische Legio VII unter dem Legaten Publius Licinius Crassus schlug diesen Aufstand nieder.